# ODIN '59
ODIN '59 là một câu lạc bộ bóng đá đến từ Heemskerk, Hà Lan. Câu lạc bộ được thành lập năm 1959 và hiện tại thi đấu ở Derde Divisie (ex-Topklasse) Saturday (3rd flight). ODIN là viết tắt của Ons Doel Is Nuttig (Mục đích của chúng tôi là có ích).